# Wolford (Dakota del Nord)
Wolford è un centro abitato (city) degli Stati Uniti d'America, situato nella Contea di Pierce nello Stato del Dakota del Nord. Nel censimento del 2000 la popolazione era di 50 abitanti. La città è stata fondata nel 1905.

## Geografia fisica
Secondo i rilevamenti dell'United States Census Bureau, la località di Wolford si estende su una superficie di 0,40 km², tutti occupati da terre.

## Popolazione
Secondo il censimento del 2000, a Wolford vivevano 50 persone, ed erano presenti 14 gruppi familiari. La densità di popolazione era di 121 ab./km². Nel territorio comunale si trovavano 30 unità edificate. Per quanto riguarda la composizione etnica degli abitanti, il 100% era bianco.
Per quanto riguarda la suddivisione della popolazione in fasce d'età, il 26,0% era al di sotto dei 18, il 2,0% fra i 18 e i 24, il 32,0% fra i 25 e i 44, il 30,0% fra i 45 e i 64, mentre infine il 10,0% era al di sopra dei 65 anni di età. L'età media della popolazione era di 38 anni. Per ogni 100 donne residenti vivevano 108,3 maschi.